# ایو برشه
ایو برشه (فرانسوی: Yves Bréchet‎؛ زادهٔ ۱۲ اکتبر ۱۹۶۱) دانشمند علم مواد و فیزیکدان اهل فرانسه است. وی برندهٔ جوایزی همچون لژیون دونور (شوالیه) شده‌است.